# Lyka (geslacht)
Lyka is een geslacht van vliesvleugeligen uit de familie Encyrtidae. De wetenschappelijke naam van dit geslacht is voor het eerst geldig gepubliceerd in 1921 door Mercet.

## Soorten
Het geslacht Lyka omvat de volgende soorten:
- Lyka atra Trjapitzin, 1989
- Lyka submetallica Mercet, 1921